# 速度象徵
速度象徵（日语：スピードシンボリ），是日本純種競賽馬匹。生涯稱霸中長途賽事，曾勝出春季天皇賞及寶塚紀念等賽事，因於以8歲（現制度為7歲）之高齡連霸有馬紀念而被稱为「老雄」，並於1990年被選为日本中央競馬會殿堂馬。

## 出賽前
1963年5月3日出生於北海道新冠町象徵牧場，所有權直接歸於牧場負責人和田共弘旗下。
其後交由中山競馬場練馬師野平富久訓練。

## 競賽生涯

### 3歲（現2歲）
1965年10月3日出戰中山競馬場出戰3歲新馬戰，於其中獲得第四，其後出戰另一場3歲新馬戰再度獲得第四。
11月21日出戰3歲未勝利戰後獲勝後，隨即於其後的3歲50萬獎金以下條件戰及3歲特別取得連勝。

### 4歲（現3歲）
1966年以彌生賞作爲年度首戰，然而於其中以第六落敗。
其後由於累積獎金不足，陣營決定匆忙地安排其出戰京成盃，最終成功取得首個重賞冠軍。
4月17日出戰皋月賞，雖然賽前因勝出京成盃以獲得第五人氣，但賽事途中完全未能發揮出任何實力，最終以第二十一大敗。
完成皋月賞後，其於春季餘下時間出戰NHK盃、東京優駿（日本打吡）及日本短波賞均未能掄元，分別獲得第十三、第八及第二。
夏季放草過後出戰9月18日的京王盃秋季讓賽，雖然爲其首次和年長馬匹決戰，但仍然以優勢的表現獲得第二。
10月9日出戰聖烈特紀念，最終獲得第三。
其後出戰菊花賞，比賽途中一直保持節奏，進入直路後隨即加速迫近前方第一人氣的Nasuno Kotobuki。於速度象徵奮力追趕下，兩駒於終點線前呈現平頭姿態，最終經過10分鐘左右的照片判定，賽會確認速度象徵以鼻位的細微差距憾負。
12月25日出戰有馬紀念，雖然於直路上奮力加速，但最終仍然僅獲第三。

### 5歲（現4歲）
1967年1月22日出戰美國賽馬會盃作爲年度首戰，於其中發揮優秀的速度及表現斬獲冠軍。
3月12日出戰春季目黑紀念，延續年初時的優秀表現獲得重賞連勝。
其後出戰春季天皇賞，比賽途中保持穩定的節奏，進入直路後於內欄位置不斷加速，最終以頭位優勢壓過Kabuto Ciro取得首個八大競走冠軍，
6月25日出戰日本經濟賞，進入直路後開始衝刺突擊下獲得四連勝。
其後陣營宣佈接受美國方面的邀請進行遠征，出戰11月11日的華盛頓國際賽。比賽開始後，其於第二的位置推進，通過1000米處時開始被後方的Fort Marcy及Damascus超越，其後更於直路上失速，最終以第五完賽。
回國短暫放草後於12月出戰有馬紀念，受到因遠征導致的疲倦影響下未能發揮最大實力，最終以第四落敗。
年末，由於其年初贏得春季天皇賞及做出四連勝的優秀戰績，成功當選最佳5歲及以上雄馬和日本馬王。

### 6歲（現5歲）
1968年同樣美國賽馬會盃作爲年度首戰，但於遠征疲勞未解決之下僅獲得第四。
其後出戰鑽石錦標及中山紀念，亦於未能發揮實力之下分別獲得第六及第八。
進入秋季後出戰公開賽作爲調整，表現出回勇的姿態下奪得勝利。
10月13日出戰阿根廷賽馬會盃，再度發揮實力之下獲得冠軍。
11月再度出戰公開賽作爲挑戰，保持優勢表現下輕鬆取得勝利。
12月22日出戰有馬紀念，賽前獲得第二人氣，然而比賽途中其受到大爛地的影響未能於直路上最大程度發揮，最終落敗以第三完賽。

### 7歲（現6歲）
1969年年初第三度以美國賽馬會盃作爲首戰，但本次比賽其未能力壓其他賽駒以第三落敗。
調整過後出戰春季目黑紀念及鑽石錦標，均於其中跑出優勢的表現獲得冠軍。
5月11日出戰阿根廷賽馬會盃，於其中以鼻位差距敗於Mejiro Taiyo。
完成阿根廷賽馬會盃後，馬主和田共弘於新大谷飯店舉行記者會，表示將於秋季安排其前往歐洲進行遠征，並將歐洲獎金最高的草地賽事凱旋門大賽作爲最大目標。
進入夏季後其前往英國並進入位於沙福郡的馬房調整，雖然陣營原定打算安排其先出戰前哨戰熱身，但受到馬流感影響只能直接出戰英皇佐治六世及皇后伊利沙伯錦標。比賽開始後，其處於第二的位置逐步推進，並於直路上取得領先。然而直路中段其開始力弱，最終些微失速之下以第五完賽。
8月時被轉移至法國並出戰多維爾大賽，然而於直路失速以第十大敗。
10月月5日按照計劃出戰最大目標的凱旋門大賽，比賽初段其首次受用留後戰術等待時機，但於直路上仍然未能加速，最終以第十一完賽。
回國後由於其長期遠征表現出明顯的虛弱感，陣營商討過後一度打算安排其退役，但於放草過後其情況有所好轉以擱置計劃，並安排其出戰有馬紀念。
12月按照計劃出戰有馬紀念，比賽途中再次使用遠征歐洲時的留後戰術，並於第三彎道後開始發力進佔前方位置。進入直路後，其保持衝刺下成功於纏鬥中擊敗Akane Tenryu，以鼻位差距擊敗對手奪冠。

### 8歲（現7歲）
1970年進入8歲的速度象徵仍未退役，年初出戰美國賽馬會盃輕鬆取勝。
雖然5月5日出戰阿根廷賽馬會盃失利獲得第二，但隨即於5月31日的寶塚紀念奪得冠軍。
6月21日出戰日本經濟賞，再度受到大爛地影響未能發揮實力以第三完賽。
進入秋季後其出戰每日王冠獲得第二後，於荷里活賽馬會賞中第三度受到大爛地影響而以第七落敗。
12月20日出戰有馬紀念，比賽途中留後作爲戰術，於第三彎道開始加速。此時騎師野平祐二目睹其他馬匹抽出外檔造成內欄位置有空間的情況，指揮速度象徵閃入內欄位置加速。進入直路後，其超越前方的Arrow Express取得領先，雖然其後一度因爲大爛地而失速，但仍然成功堅持並抵擋後方的Date Tenryu的追擊，最終以頸位優勢奪冠，亦成爲首匹連霸有馬紀念的賽駒。
完成有馬紀念後確定引退，並取消於日本中央競馬會的賽駒註冊。
年末，由於其成功達成連霸有馬紀念的偉業，因而於成功再度當選最佳5歲及以上雄馬及日本馬王。

### 詳細賽績
| 日期       | 舉辦國家 | 馬場   | 距離   | 級別     | 賽事名稱                       | 負重 | 騎師     | 馬號     | 出馬 | 名次 | 時間     | 頭馬（二馬）        |
| ---------- | -------- | ------ | ------ | -------- | ------------------------------ | ---- | -------- | -------- | ---- | ---- | -------- | ------------------- |
| 3/10/1965  | 日本     | 中山   | 草1200 |          | 3歲新馬                        | 51   | 野平祐二 | 7        | 8    | 4    | 1:15.7   | Shogun              |
| 17/10/1965 | 日本     | 中山   | 草1200 |          | 3歲新馬                        | 51   | 津田昭   | 6        | 11   | 4    | 1:15.2   | Miss Hayashiya      |
| 21/11/1965 | 日本     | 東京   | 草1200 |          | 3歲未勝利                      | 51   | 津田昭   | 5        | 9    | 1    | 1:14.1   | （Harbor Taro）     |
| 12/12/1965 | 日本     | 中山   | 草1200 |          | 3歲50萬獎金以下                | 52   | 野平祐二 | 3        | 14   | 1    | 1:15.2   | （Doream Homare）   |
| 25/12/1965 | 日本     | 中山   | 草1600 |          | 3歲特別                        | 52.5 | 野平祐二 | 9        | 17   | 1    | 1:39.8   | （Onward Hill）     |
| 27/2/1966  | 日本     | 東京   | 草1600 | 重賞     | 彌生賞                         | 53   | 津田昭   | 7        | 14   | 6    | 1:40.4   | Tama Shuho          |
| 27/2/1966  | 日本     | 中山   | 草1600 | 重賞     | 京成盃                         | 54   | 津田昭   | 3        | 10   | 1    | 1:40.2   | （Onward Hill）     |
| 17/4/1966  | 日本     | 中山   | 草2000 | 八大競走 | 皋月賞                         | 57   | 津田昭   | 10       | 23   | 21   | 2:10.9   | Nihon Pillow Ace    |
| 8/5/1966   | 日本     | 東京   | 草2000 | 重賞     | NHK盃                          | 55   | 野平祐二 | 4        | 19   | 13   | 2:07.2   | Nasuno Kotobuki     |
| 29/5/1966  | 日本     | 東京   | 草2400 | 八大競走 | 東京優駿                       | 57   | 津田昭   | 21       | 28   | 8    | 2:32.6   | Teito O             |
| 19/6/1966  | 日本     | 東京   | 草1800 | 重賞     | 日本短波賞                     | 55   | 津田昭   | 2        | 11   | 6    | 1:53.0   | Hiro Isami          |
| 18/9/1966  | 日本     | 東京   | 草1800 | 重賞     | 京王盃秋季讓賽                 | 52   | 野平祐二 | 5        | 8    | 2    | 1:53.4   | Hama Tesso          |
| 9/10/1966  | 日本     | 東京   | 草2400 | 重賞     | 聖烈特紀念                     | 56   | 野平祐二 | 6        | 14   | 3    | 2:29.2   | Hiro Isami          |
| 13/11/1966 | 日本     | 京都   | 草3000 | 八大競走 | 菊花賞                         | 57   | 野平祐二 | 8        | 19   | 2    | 3:08.5   | Nasuno Kotobuki     |
| 25/12/1966 | 日本     | 中山   | 草2500 | 八大競走 | 有馬紀念                       | 54   | 野平祐二 | 6        | 14   | 3    | 2:37.1   | Korehide            |
| 22/1/1967  | 日本     | 中山   | 草2500 | 重賞     | 美國賽馬會盃                   | 55   | 野平祐二 | 10       | 11   | 1    | 2:37.3   | （Buisson）         |
| 12/3/1967  | 日本     | 東京   | 草2500 | 重賞     | 春季目黑紀念                   | 58.5 | 野平祐二 | 6        | 13   | 1    | 2:37.4   | （Buisson）         |
| 29/4/1967  | 日本     | 京都   | 草3200 | 八大競走 | 春季天皇賞                     | 58   | 野平祐二 | 10       | 13   | 1    | 3:24.2   | （Kabuto Ciro）     |
| 25/6/1967  | 日本     | 中山   | 草2500 | 重賞     | 日本經濟賞                     | 59   | 野平祐二 | 3        | 5    | 1    | 2:38.1   | （Suzu Hikari Top） |
| 11/11/1967 | 美國     | 桂冠園 | 草2400 |          | 華盛頓國際賽                   | 57.5 | 野平祐二 | 紀錄缺失 | 9    | 5    | 紀錄缺失 | Fort Marcy          |
| 24/12/1967 | 日本     | 中山   | 草2500 | 八大競走 | 有馬紀念                       | 58   | 野平祐二 | 5        | 14   | 4    | 2:40.8   | Kabuto Shiro        |
| 24/1/1968  | 日本     | 中山   | 草2500 | 重賞     | 美國賽馬會盃                   | 59   | 野平祐二 | 4        | 8    | 5    | 2:39.9   | New Onward          |
| 31/3/1968  | 日本     | 中山   | 草3200 | 重賞     | 鑽石錦標                       | 61   | 野平祐二 | 1        | 12   | 6    | 3:27.9   | Ono Den O           |
| 21/4/1968  | 日本     | 中山   | 草1800 | 重賞     | 中山紀念                       | 61   | 野平祐二 | 1        | 14   | 8    | 1:53.1   | Shesky              |
| 28/9/1968  | 日本     | 東京   | 草1800 |          | 公開賽                         | 55   | 野平祐二 | 8        | 8    | 1    | 1:49.7   | （Kuri Ayame）      |
| 13/10/1968 | 日本     | 東京   | 草3200 | 重賞     | 阿根廷賽馬會盃                 | 57   | 野平祐二 | 3        | 6    | 1    | 3:23.6   | （Suzu Homare）     |
| 30/11/1968 | 日本     | 東京   | 草2000 |          | 公開賽                         | 57   | 野平祐二 | 5        | 7    | 1    | 2:03.6   | （Shigemitsu）      |
| 22/12/1968 | 日本     | 中山   | 草2500 | 八大競走 | 有馬紀念                       | 58   | 野平祐二 | 2        | 11   | 3    | 2:46.6   | （Ryuzuki）         |
| 19/1/1969  | 日本     | 中山   | 草2500 | 重賞     | 美國賽馬會盃                   | 59   | 野平祐二 | 6        | 9    | 3    | 2:39.0   | Asaka O             |
| 9/3/1969   | 日本     | 東京   | 泥2300 | 重賞     | 春季目黑紀念                   | 60   | 野平祐二 | 3        | 10   | 1    | 2:23.5   | （Die Parade）      |
| 20/3/1969  | 日本     | 東京   | 草3200 | 重賞     | 鑽石錦標                       | 62   | 野平祐二 | 1        | 5    | 1    | 3:36.4   | （HIshi Yakushin）  |
| 11/5/1969  | 日本     | 東京   | 草2600 | 重賞     | 阿根廷賽馬會盃                 | 59   | 野平祐二 | 9        | 12   | 2    | 2:43.7   | Mejiro Taiyo        |
| 26/7/1969  | 英國     | 雅士谷 | 草2400 | GI       | 英皇佐治六世及皇后伊利沙伯錦標 | 60.5 | 野平祐二 | 5        | 9    | 5    | 紀錄缺失 | Park Top            |
| 31/8/1969  | 法國     | 多維爾 | 草2600 | GII      | 多維爾大賽                     | 57   | 野平祐二 | 9        | 11   | 10   | 紀錄缺失 | Djakao              |
| 5/10/1969  | 法國     | 隆尚   | 草2400 | GI       | 凱旋門大賽                     | 60   | 野平祐二 | 5        | 24   | 11   | 紀錄缺失 | Levmoss             |
| 21/12/1969 | 日本     | 中山   | 草2500 | 八大競走 | 有馬紀念                       | 55   | 野平祐二 | 9        | 15   | 1    | 2:35.1   | （Akane Tenryu）    |
| 18/1/1970  | 日本     | 中山   | 草2500 | 重賞     | 美國賽馬會盃                   | 60   | 野平祐二 | 10       | 11   | 1    | 2:34.9   | （Akane Tenryu）    |
| 5/5/1970   | 日本     | 東京   | 草2500 | 重賞     | 阿根廷賽馬會盃                 | 60   | 野平祐二 | 5        | 8    | 2    | 2:34.8   | Matsu Sedan         |
| 31/5/1970  | 日本     | 阪神   | 草2200 | 重賞     | 寶塚紀念                       | 54   | 野平祐二 | 3        | 7    | 1    | 2:13.3   | （Houn）            |
| 21/6/1970  | 日本     | 中山   | 草2500 | 重賞     | 日本經濟賞                     | 60   | 野平祐二 | 2        | 8    | 3    | 2:42.0   | Akane Tenryu        |
| 6/9/1970   | 日本     | 中山   | 草2000 | 重賞     | 每日王冠                       | 62   | 野平祐二 | 6        | 5    | 2    | 2:03.8   | Kurishiba           |
| 19/10/1970 | 日本     | 京都   | 草2400 | 重賞     | 荷里活賽馬會賞                 | 55   | 野平祐二 | 2        | 15   | 7    | 2:39.7   | New Kiminonawa      |
| 20/12/1970 | 日本     | 中山   | 草2500 | 八大競走 | 有馬紀念                       | 55   | 野平祐二 | 5        | 11   | 1    | 2:35.7   | （Akane Tenryu）    |

## 退役後
1990年速度象徵被選出爲日本中央競馬會第18匹殿堂馬。
退役後，速度象徵成爲了配種馬，於千葉縣成田市象徵牧場總場休養，在1971年進行配種。首批子嗣於1972年出生。首批子嗣可於1974年出賽。1981年4月19日，Pure Symboli在鑽石錦標取勝，成爲首匹勝出重賞的子嗣。
1977年因成田國際機場的落成，爲避免噪音影響以被轉移至北海道門別町（今日高町）象徵牧場門別分場。
1989年5月31日，其因衰老以27歲（現26歲）之齡死亡。

## 血統簡介
父系Royal Challenger爲愛爾蘭馬匹，未有任何出賽紀錄。祖父Royal Charger爲英國賽駒，生涯戰績不俗，曾勝出四場頭馬。
母系Sweet Inn爲日本賽駒，生涯戰績不佳，出賽十場僅勝出兩場。外祖父Rising Light爲英國馬匹，因年代久遠未能查找到任何出賽紀錄。

### 血統表
| 父線：Royal Charger系（Nearco系）                                                       |                              |            |                 |
| 種馬 Royal Challenger 1951年（栗色）                                                    | Royal Charger 1942年（栗色） | Nearco     | Pharos          |
| 種馬 Royal Challenger 1951年（栗色）                                                    | Royal Charger 1942年（栗色） | Nearco     | Nogara          |
| 種馬 Royal Challenger 1951年（栗色）                                                    | Royal Charger 1942年（栗色） | {{{ffm}}}  | {{{ffmf}}}      |
| 種馬 Royal Challenger 1951年（栗色）                                                    | Royal Charger 1942年（栗色） | {{{ffm}}}  | {{{ffmm}}}      |
| 種馬 Royal Challenger 1951年（栗色）                                                    | Skerweather 1936年（棗色）   | Singapore  | Gainsborough    |
| 種馬 Royal Challenger 1951年（栗色）                                                    | Skerweather 1936年（棗色）   | Singapore  | Tetrabbazia     |
| 種馬 Royal Challenger 1951年（栗色）                                                    | Skerweather 1936年（棗色）   | Nash Light | Galloper Light  |
| 種馬 Royal Challenger 1951年（栗色）                                                    | Skerweather 1936年（棗色）   | Nash Light | Polite          |
| 繁殖雌馬 Sweet Inn 1958年（棗色）                                                       | Rising Light 1942年（棗色）  | Hyperion   | Gainsborough    |
| 繁殖雌馬 Sweet Inn 1958年（棗色）                                                       | Rising Light 1942年（棗色）  | Hyperion   | Selene          |
| 繁殖雌馬 Sweet Inn 1958年（棗色）                                                       | Rising Light 1942年（棗色）  | Bread Card | Manna           |
| 繁殖雌馬 Sweet Inn 1958年（棗色）                                                       | Rising Light 1942年（棗色）  | Bread Card | Book Debt       |
| 繁殖雌馬 Sweet Inn 1958年（棗色）                                                       | Feenagh                      | Orthodox   | Hyperion        |
| 繁殖雌馬 Sweet Inn 1958年（棗色）                                                       | Feenagh                      | Orthodox   | Queen Christina |
| 繁殖雌馬 Sweet Inn 1958年（棗色）                                                       | Feenagh                      | Sempronia  | Colombo         |
| 繁殖雌馬 Sweet Inn 1958年（棗色）                                                       | Feenagh                      | Sempronia  | Glenabatrick    |
| 雌系：號族：16-h                                                                        |                              |            |                 |
| 五代內近親交配：Hyperion 3×4、Gainsborough 4×5×4×5、Manna 4×5、Phalaris 5×5、Buchan 5×5 |                              |            |                 |

## 命名由來
名字中，Speed（スピード）的意思是「速度」，Symboli（シンボリ）就是馬主和田共弘的冠名，出自其管理的象徵牧場的名字。

## 外部連結
- 速度象徵 netkeiba.com （页面存档备份，存于）
- 血統表 （页面存档备份，存于）